# Målilla GoIF
Målilla GoIF, bildad 14 april 1929 genom en sammanslagning av Målilla IF, bildad 1918, och Målilla SK, bildad 1926, är en idrottsförening från Målilla i Sverige.
Klubben har bland annat haft framgångar i bandy, och spelat i Division 1 för herrar, och bandylagets hemmaplan heter Venhagsvallen, konstfrusen sedan 1994. Klubben bedriver även fotboll. 1957 bildades en så kallad "damklubb". 
Bandysektionen bildades 1936, och tog 1968 klivet upp i Division II, och vann Division 1 södra säsongen 2000/2001 men föll i allsvenskt kval.
Laget spelade i Allsvenskan säsongen 2007/2008, som då blivit Sveriges andra division, men åkte ur.
Idag är Målilla Bandy ett topplag i division 1. 
Fotbollslaget vann Division IV 1973, och spelade i Division III 1974, men redan första säsongen föll man ur. Detta var klubbens högsta avancemang någonsin i det svenska seriesystemet.